# Barabanki (distrikt)
Barabanki (hindi: बाराबंकी ज़िला, urdu: بارابنکی ‏ضلع) er et distrikt i den indiske delstat Uttar Pradesh. Distriktets hovedstad er Barabanki.

## Demografi
Ved folketællingen i 2011 var det 3,257,983 indbyggere i distriktet, mod 2,673,581 i 2001. Den urbane befolkningen udgjør 10,14 % af befolkningen.
Børn i alderen 0 til 6 år utgjorde 15,48 % i 2011 mod 19,26 % i 2001. Antallet af piger i den alder per tusinde drenge er 941 i 2011.